# Mammillaria roemeri
Mammillaria roemeri ist eine Pflanzenart aus der Gattung Mammillaria in der Familie der Kakteengewächse (Cactaceae). 

## Beschreibung
Mammillaria roemeri wächst einzeln oder verzweigt mit bis zu 10 Zentimeter seitlich verlaufenden Rübenwurzeln. Die niedergedrückten, kugeligen Triebe sind bei einem Durchmesser von bis zu 3,5 Zentimeter nur 1 bis 2 Zentimeter hoch. Die nur 3 bis 4 Millimeter langen Warzen sind weichfleischig. Sie sind relativ dicht gestellt, etwas gestutzt, dunkelgrün bis blaugrün und ohne Milchsaft. Mitteldornen fehlen vollständig. Die 25 bis 32 Randdornen sind horizontal sternförmig ausstrahlend. Sie stehen in einer Reihe und sind weich, stark flaumhaarig, glasig weiß und 1,5 bis 2,3 Millimeter lang.
Die weit geöffneten trichterförmigen Blüten sind weißlich bis cremefarben mit grünlichem Schlund. Sie werden 1,2 bis 1,5 Zentimeter lang. Die kugeligen, teilweise im Pflanzenkörper eingesenkten grünen Früchte sind spärlich auftretend. Sie enthalten jeweils 4 bis 14 schwarze Samen.

## Verbreitung  und Systematik
Mammillaria roemeri ist im mexikanischen Bundesstaat Zacatecas auf Kalksteinplatten verbreitet. Bisher sind Funde nur vom Typstandort bekannt.
Die Erstbeschreibung erfolgte 2002 durch Wolfgang Krüger und Werner Rischer.

## Nachweise